# Michel Rolle

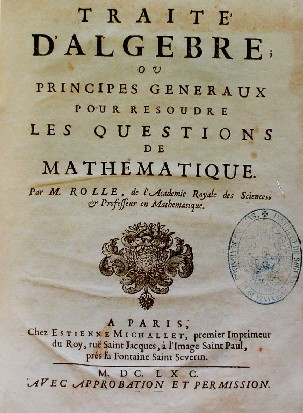
"Traité d'Algebre" de Michel Rolle (1690).

Michel Rolle (Ambert, 21 de abril de 1652 - París, 8 de noviembre de 1719) fue un matemático francés. Se dedicó preferentemente a la teoría de ecuaciones, dominio en el que encontró diversos resultados, entre los que destaca  el reconocido teorema que lleva su nombre, formulado en 1691, en el cual representa una aplicación de la teoría de funciones a la de ecuaciones algebraicas. También inventó la notación {\displaystyle {\sqrt[{n}]{x}}} para designar la enésima raíz de {\displaystyle x} e hizo la primera publicación acerca de la eliminación gaussiana en Europa. 

## Biografía
Rolle nació en Ambert, Basse-Auvergne. Hijo de un comerciante, solo recibió una educación primaria. Contrajo matrimonio a una edad temprana y mantenía económicamente a su familia con los bajos sueldos que recibía por hacer transcripciones para notarios y abogados. A pesar de su situación económica y su mínima educación, Rolle estudiaba álgebra y análisis diofántico por su cuenta. Se mudó de Ambert a París en 1675.
Su vida cambió por completo en 1682, cuando publicó una solución a un difícil problema sin resolver dentro del análisis diofántico. El reconocimiento público por su logro le valió un patronazgo del ministro Louvois, un trabajo como profesor de matemáticas de primaria, e incluso un puesto administrativo en el Ministerio de Guerra durante poco tiempo.
En 1685 se unió a la Academia de Ciencias de Francia en un puesto de baja jerarquía por el que no recibiría salario hasta 1699. En dicho año, fue ascendido a pensionnaire géometre, que era un puesto importante ya que de 70 miembros que había en la Academia, solo 20 recibían una remuneración. Rolle también había recibido una pensión por parte de Jean-Baptiste Colbert, después de que resolviera un problema matemático de Jacques Ozanam. Michell se quedó allí en París hasta que falleció de una apoplejía en 1719.
A pesar de que su fuerte era el análisis diofántico, su obra más importante fue su libro sobre ecuaciones algebraicas llamado Traité d'algèbre, publicado en 1690. En él, Rolle estableció la notación de la enésima raíz de un número real y demostró una versión polinómica del teorema que hoy lleva su nombre. (El Teorema de Rolle fue nombrado por Giusto Bellavitis en 1846).
Rolle fue uno de los primeros antagonistas del cálculo, lo cual resulta irónico porque el Teorema de Rolle es esencial para las demostraciones básicas del cálculo. Se esforzó en demostrar que daba resultados erróneos y que estaba basado en un razonamiento erróneo. Se peleaba con tanta fuerza acerca del tema que muchas veces la Academia de Ciencias se vio obligaba a intervenir.
Entre sus tantos logros, Rolle ayudó a avanzar en el orden de tamaño actualmente aceptado para los números negativos. Descartes, por ejemplo, consideraba que -2 era menor que -5. Michel precedió a la mayoría de sus contemporáneos al adoptar la convención actual en 1691.

## Obra
Rolle fue uno de los primeros críticos del cálculo infinitesimal, argumentando que era inexacto, pero luego cambió de opinión.
En 1690, Rolle publicó Traité d'algèbre. Contiene la primera descripción publicada en Europa del algoritmo de la eliminación Gaussiana, a la cual llamaba "método de sustitución". Algunos ejemplos del método ya habían aparecido en libros de álgebra, e Isaac Newton ya lo había descripto es sus notas, pero éstas no fueron publicadas hasta 1707. El método propuesto por Rolle no parece haber tenido tanto reconocimiento, porque en la lección sobre eliminación gaussiana que se enseñaba en los libros de álgebra en los siglos XVIII y XIX se reconocía el logro de Newton.
Rolle es principalmente conocido por el teorema de Rolle en cálculo diferencial. Lo planteó en 1690, y lo terminó de demostrar en 1691 (bajo los estándares de la época). Su teorema es necesario para demostrar el Teorema del valor medio y la existencia de las series de Taylor. A medida que aumentaba la importancia del teorema, también lo hacía el interés por identificar su origen y finalmente Giusto Bellavitis lo nombró teorema de Rolle en el Siglo XIX.